# Vincent Mouillard
Pour les articles homonymes, voir Mouillard.
Vincent Mouillard, né le 21 août 1983 à Hesdin, est un joueur français de basket-ball. Il mesure 1,87 m.

## Biographie
Vincent Mouillard commence le basket-ball à Ronchin avant que le club ne devienne La Melantoise. Il devient ensuite champion de France avec la sélection départementale du Nord des benjamins. Durant ces années de minime, il intègre le CREPS et est pris en sélection régionale où il est champion.
Après quatre années brillantes avec les espoirs de Cholet où il joue notamment avec Mickaël Gelabale, Vincent signe son premier contrat professionnel, à l'approche de ses 19 ans, avec Châlons-en-Champagne en Pro B pour deux saisons dans un rôle de meneur remplaçant.
En 2004, il rejoint Quimper en Pro B. Après deux premières années en tant que doublure du meneur titulaire Guillaume Granotier, il gagne la confiance de son entraîneur, Olivier Cousin et est titulaire à chaque match lors de la saison 2006-2007. Cette année-là, il emmène Quimper en finale du championnat de Pro B à Paris-Bercy, perdue contre Vichy sous le score de 70 à 49. Il termine cette troisième saison à Quimper avec une moyenne de 8,2 points et 2,9 passes décisives de moyenne pour 9,2 d’évaluation en 34 matches.
En 2007, désireux de trouver une place en Pro A, il s'engage pour une saison à Paris-Levallois. À la fin de cette saison, Paris-Levallois est relégué en Pro B. Il termine cette saison avec une moyenne de 4,6 points et 2,5 passes décisives de moyenne pour 6,0 d’évaluation en 30 matches.
Vincent Mouillard retrouve pour la saison 2008-2009 son ancien entraîneur de Quimper, Olivier Cousin, au sein du Limoges CSP après une année difficile à gérer au Paris-Levallois. À la fin de cette saison, il dispute la finale du championnat de Pro B à Paris-Bercy, perdue contre Poitiers sous le score de 54 à 67. Il termine cette première saison à Limoges avec une moyenne de 7,7 points et 3,1 passes décisives de moyenne pour 9,3 d’évaluation en 31 matches.
L'année suivante, bien que son temps de jeu baisse légèrement sous les ordres d'Éric Girard, il contribue à la montée de Limoges en Pro A en étant la doublure de Brent Darby puis de Kevin Braswell, avec une moyenne de 5,1 points et 1,6 passe décisive de moyenne pour 5,0 d’évaluation en 34 matches.
En 2010, il revient pour deux ans en Pro B à Quimper.
En 2011-2012, il ne peut éviter la relégation de Quimper en Nationale 1 et avoue avoir vécu « la pire année de sa vie ».
En 2012, il s'engage pour deux ans en Nationale 1 à Cognac. Il termine cette première saison avec des moyennes de 7 points et 3,8 passes décisives de moyenne pour 8,8 d’évaluation en 18 matches.
À la suite de blessures récurrentes et d'un rendement jugé trop faible, il est écarté du groupe en décembre 2013. Il tournait à 2,5 points et 1,7 passe décisive pour 3,5 d’évaluation en 6 matches.
En mai 2014, il est testé par Brest et Lorient, deux clubs évoluant en Nationale 2.

## Statistiques en carrière
| Saison    | Équipe               | Championnat | Matches | Min. | % Tirs | % 3-pts | % L-F. | Rbds off. | Rbds déf. | Rbds | Pass.déc. | Int. | Ctr. | B.p. | Fautes | Pts |
| --------- | -------------------- | ----------- | ------- | ---- | ------ | ------- | ------ | --------- | --------- | ---- | --------- | ---- | ---- | ---- | ------ | --- |
| 2001-2002 | Cholet               | Pro A       | 2       | 5    | 0,0 %  | 0,0 %   | 0,0 %  | 0,0       | 0,0       | 0,0  | 0,0       | 0,5  | 0,0  | 0,5  | 0,0    | 0,0 |
| 2002-2003 | Châlons-en-Champagne | Pro B       | 30      | 12   | 39,4 % | 34,4 %  | 71,4 % | 0,2       | 0,6       | 0,8  | 1,4       | 0,6  | 0,0  | 1,1  | 1,5    | 4,0 |
| 2003-2004 | Châlons-en-Champagne | Pro B       | 30      | 17   | 36,5 % | 34,6 %  | 66,7 % | 0,5       | 0,7       | 1,2  | 2,6       | 0,8  | 0,0  | 1,2  | 1,6    | 5,0 |
| 2004-2005 | Quimper              | Pro B       | 33      | 24   | 36,5 % | 32,6 %  | 77,6 % | 0,2       | 1,4       | 1,6  | 2,7       | 1,4  | 0,0  | 1,2  | 2,4    | 7,2 |
| 2005-2006 | Quimper              | Pro B       | 34      | 21   | 35,6 % | 27,3 %  | 86,6 % | 0,6       | 1,3       | 1,9  | 2,1       | 1,2  | 0,1  | 1,6  | 2,0    | 5,7 |
| 2006-2007 | Quimper              | Pro B       | 34      | 28   | 46,5 % | 43,9 %  | 81,9 % | 0,1       | 1,3       | 1,4  | 2,9       | 1,4  | 0,0  | 1,4  | 2,3    | 8,2 |
| 2007-2008 | Paris-Levallois      | Pro A       | 29      | 22   | 33,3 % | 35,0 %  | 71,8 % | 0,2       | 1,7       | 1,9  | 2,6       | 0,9  | 0,1  | 1,1  | 1,7    | 4,6 |
| 2008-2009 | Limoges              | Pro B       | 31      | 25   | 41,9 % | 38,9 %  | 76,7 % | 0,5       | 1,6       | 2,1  | 3,1       | 1,4  | 0,0  | 1,4  | 2,3    | 7,7 |
| 2009-2010 | Limoges              | Pro B       | 34      | 19   | 36,1 % | 33,7 %  | 87,8 % | 0,4       | 1,1       | 1,5  | 1,6       | 0,7  | 0,0  | 1,4  | 1,4    | 5,1 |
| 2010-2011 | Quimper              | Pro B       | 23      | 27   | 33,3 % | 30,9 %  | 76,1 % | 0,4       | 1,6       | 2,0  | 3,4       | 1,1  | 0,1  | 1,8  | 2,4    | 9,3 |
| 2011-2012 | Quimper              | Pro B       | 23      | 30   | 31,4 % | 29,7 %  | 84,1 % | 0,2       | 1,3       | 1,5  | 4,3       | 1,5  | 0,1  | 2,1  | 2,0    | 7,4 |
| 2012-2013 | Cognac               | Nationale 1 | 18      | 25   | 58,3 % | 30,1 %  | 72,0 % | 0,4       | 1,2       | 1,7  | 3,8       | 1,6  | 0,1  | 1,3  | 2,2    | 7,0 |
| 2013-2013 | Cognac               | Nationale 1 | 6       | 13   | 25,0 % | 33,3 %  | 25,0 % | 0,5       | 1,7       | 2,2  | 1,7       | 0,5  | 0,0  | 1,0  | 0,7    | 2,5 |
| Carrière  |                      |             | 324     | 22,4 | 37,6 % | 33,9 %  | 78,1 % | 0,3       | 1,3       | 1,6  | 2,7       | 1,1  | 0,1  | 1,4  | 2,0    | 6,4 |

| Saison    | Équipe  | Championnat | Matches | Min. | % Tirs | % 3-pts | % L-F.  | Rbds off. | Rbds déf. | Rbds | Pass.déc. | Int. | Ctr. | B.p. | Fautes | Pts |
| --------- | ------- | ----------- | ------- | ---- | ------ | ------- | ------- | --------- | --------- | ---- | --------- | ---- | ---- | ---- | ------ | --- |
| 2004-2005 | Quimper | Pro B       | 2       | 21   | 33,3 % | 14,3 %  | 62,5 %  | 0,0       | 1,5       | 1,5  | 1,5       | 1,5  | 0,0  | 1,5  | 1,5    | 8,0 |
| 2005-2006 | Quimper | Pro B       | 3       | 19   | 22,7 % | 28,6 %  | 50,0 %  | 0,7       | 1,7       | 2,4  | 2,7       | 0,7  | 0,0  | 0,7  | 2,7    | 5,0 |
| 2006-2007 | Quimper | Pro B       | 6       | 25   | 34,6 % | 28,6 %  | 100,0 % | 0,2       | 0,8       | 1,0  | 2,5       | 0,8  | 0,0  | 1,3  | 1,8    | 5,3 |
| 2008-2009 | Limoges | Pro B       | 5       | 19   | 26,7 % | 27,3 %  | 50,0 %  | 0,0       | 2,2       | 2,2  | 2,6       | 2,2  | 0,0  | 1,4  | 2,2    | 2,4 |
| 2009-2010 | Limoges | Pro B       | 5       | 16   | 30,0 % | 20,0 %  | 33,3 %  | 1,0       | 1,2       | 2,2  | 1,4       | 0,8  | 0,2  | 1,2  | 2,2    | 3,4 |
| Carrière  |         |             | 21      | 20   | 29,6 % | 24,6 %  | 67,9 %  | 0,4       | 1,4       | 1,8  | 2,2       | 1,2  | 0,0  | 1,2  | 2,1    | 4,4 |

## Clubs
- 1998 - 2002 :  Cholet Basket (Pro A) centre de formation
- 2002 - 2004 :  ESPE Basket Châlons-en-Champagne (Pro B)
- 2004 - 2007 :  Union Jeanne d'Arc Phalange Quimper (Pro B)
- 2007 - 2008 :  Paris-Levallois Basket (Pro A)
- 2008 - 2010 :  Limoges CSP (Pro B)
- 2010 - 2012 :  Union Jeanne d'Arc Phalange Quimper (Pro B)
- 2012 - Déc.2013 :  Cognac Basket Ball (Nationale 1)

## Palmarès

### En club
- Finaliste et premier de la saison régulière du Championnat de France de Pro B 2010 avec Limoges
- Finaliste du Championnat de France de Pro B 2009 avec Limoges
- Finaliste du Championnat de France de Pro B 2007 avec Quimper
- Champion et premier de la saison régulière de Pro B en 2004 avec Châlons-en-Champagne

- Vainqueur du Trophée du futur : 2000, 2001
- Champion de France Cadets : 2000, 2001
- Vainqueur de la Coupe de France Cadets : 2001

### Sélection nationale
- Médaille de bronze au championnat d'Europe des 20 ans et moins en Lituanie (2002)
- Sélection en Équipe de France des 20 ans et moins (2001)
- Médaille d'or au championnat d'Europe des 18 ans et moins à Zadar en Croatie (2000)
- Sélection en équipe de France U21 et participation au championnat d'Europe des 21 ans et moins en Allemagne (2000)
- 4e au championnat d'Europe des 17 ans et moins en Slovénie (1999)

### Distinctions personnelles
- All-Star Game Espoirs Français : 2002

## Source
- Maxi-Basket